# Straßenbahn Most (Meterspur)
Die Straßenbahn Most war ein meterspuriger Straßenbahnbetrieb im heutigen Tschechien. Das kleine Netz erschloss die Stadt Most (Brüx) und führte darüber hinaus als Überlandstraßenbahn nach Horní Litvínov (Oberleutensdorf) und Janov (Johnsdorf) am Fuß des Erzgebirges. Zwischen 1955 und 1961 wurde der Straßenbahnbetrieb zugunsten der auf anderer Trasse neugebauten regelspurigen Schnellstraßenbahn Most–Litvínov schrittweise eingestellt.

## Geschichte

### Vorgeschichte und Bau
Am Ende des 19. Jahrhunderts erlebten die Stadt Brüx und ihr Umland infolge des Bergbaues auf Braunkohle eine stürmische wirtschaftliche Entwicklung. Ab 1891 bemühten sich die Stadt Brüx und die Gemeinde Oberleutensdorf um eine Dampfstraßenbahn, die nicht realisiert wurde. Als 1895 im benachbarten Teplitz eine elektrische Straßenbahn in Betrieb ging, kam jedoch wieder Bewegung in das Projekt. Das belgische Unternehmen Societe Anonyme d’Electricite aus Brüssel errichtete 1897 das städtische Kraftwerk und die Stadt Brüx gründete als Betreiber die Brüxer Strassenbahn- und Elektrizitäts-Gesellschaft, A.G. Mit dem Bau der Straßenbahn wurde die Berliner Firma Union Elektricitäts-Gesellschaft beauftragt, die 1899 mit den Arbeiten begann.
Die Konzession „zum Baue und Betriebe einer mit elektrischer Kraft zu betreibenden schmalspurigen Kleinbahn von Brüx über Kopitz, Rosenthal, Nieder- und Oberleutensdorf, Bettelgrün und Hammer nach Johnsdorf“ erhielt die Stadtgemeinde Brüx am 12. Jänner 1900. Teil der Konzession war die Verpflichtung, die Strecke binnen eines Jahres fertigzustellen und in Betrieb zu nehmen. Die Konzessionsdauer war auf 60 Jahre bis zum 11. Februar 1960 festgesetzt.
Am 5. August 1901 war die 12,9 km lange Strecke vom Bahnhof Brüx über Kopitz, Rosenthal, Lindau, Niederleutensdorf, Oberleutensdorf, Bettelgrün, Hammer nach Johnsdorf fertiggestellt. Sie war eingleisig in Straßenseitenlage trassiert. Die Baukosten betrugen insgesamt 7.364.000 Kronen.

### Betrieb

Zwei Straßenbahnzüge an der Ausweiche Waldsteinplatz in Oberleutensdorf (1912)

Am 7. August 1901 wurde die Strecke mit einer Festveranstaltung eröffnet. Der Fahrplan der Straßenbahn sah tagsüber einen 20-Minuten-Takt vor. Nachts gab es einzelne Fahrten.
Nach dem Bau einer kurzen Schleppbahn am Minervaschacht in Kopitz wurde am 1. April 1903 auch der Güterverkehr aufgenommen. Der Minervaschacht und der Himmelsfürstschacht in Hammer lieferten Kohle für das städtische Elektrizitätswerk in Brüx.
Im Jahr 1910 wurde die Strecke zwischen Bergesgrün und Hammer wegen Bergschäden neu trassiert. Das neue Gleis zwischen den Streckenkilometern 11,174 und 12,231 ging am 9. Oktober 1910 in Betrieb. Damit wurde die Strecke auch um 300 Meter länger.
Am 18. Oktober 1915 erhielt die Stadt Brüx zudem die Konzession für eine Zweigstrecke von der Haltestelle Brüx Sparkasse bis zur Zschöpperner Höhe. Die etwa drei Kilometer lange Linie ging am 12. Dezember 1917 in Betrieb. Darüber hinaus wurde am 1. April 1918 ein etwa einen Kilometer langes Zweiggleis zum Schacht Julius III in Betrieb genommen, dass ausschließlich dem Güterverkehr diente.
Nach dem Zerfall Österreich-Ungarns infolge des Ersten Weltkrieges lag Brüx auf dem Gebiet des neugegründeten Staates Tschechoslowakei. Für den Bahnbetrieb bedeutete das die Einführung konsequenter Zweisprachigkeit, wobei die tschechische Sprache an erster Stelle stehen musste. So wurden etwa die Zielschilder an den Straßenbahnzügen entsprechend geändert.

Straßenbahnzug auf dem Ortsplatz in Bettelgrün (um 1910)

Am 8. Oktober 1931 wurden an der Haltestelle Brüx Sparkasse zwei Abstellgleise in Betrieb genommen. Damit war es möglich, die Endpunkte der beiden Linien zu tauschen. Die Linie nach Johnsdorf begann nun an der Haltestelle Brüx Sparkasse, die Züge nach Tschöpperner Höhe begannen und endeten fortan am Bahnhof.
Ab 1. Oktober 1938 lag das Sudetenland und damit auch Brüx und das Umland infolge des Münchner Abkommens auf deutschem Staatsgebiet. Am Tag der Besetzung der Stadt durch die Wehrmacht wurde das im Deutschen Reich übliche Rechtsfahrgebot im Straßenverkehr und damit auch bei der Straßenbahn eingeführt. Rechtlich kam nun die in Deutschland gültige Straßenbahn-Bau- und Betriebsordnung zur Anwendung, die zwingend Liniennummern vorsieht. Die tschechischen Beschilderungen verschwanden.
Liniennetz 1939
| Linie | Verlauf                                                |
| ----- | ------------------------------------------------------ |
| 1     | Brüx Sparkasse – Minerva – Oberleutensdorf – Johnsdorf |
| 2     | Brüx Bahnhof – Brüx Sparkasse – Tschöpperner Höhe      |
| 3     | Brüx Sparkasse – Minerva – Hydrierwerk                 |

Im April 1939 begann der forcierte Aufbau des Hydrierwerkes Maltheuren durch den deutschen Staatskonzern Reichswerke Hermann Göring. Das bisherige Schleppgleis zum Juliusschacht III wurde nun auch für den Personenverkehr zur Baustelle genutzt. Ab der Haltestelle Minerva wurde eine neue Zweigstrecke bis zum Osttor des Hydrierwerkes gebaut, die am 10. Dezember 1939 für den Linienverkehr in Betrieb ging.
Während des Zweiten Weltkrieges bombardierten die Royal Air Force und die US Air Force ab dem Herbst 1944 mit mehreren Großangriffen das Hydrierwerk. Ab 22. März 1945 war infolge der weiträumigen Zerstörungen auch ein Abschnitt der Straßenbahnstrecke nicht mehr befahrbar. Straßenbahnbetrieb war eine Zeitlang nur zwischen Brüx und der Haltestelle Ziegelei sowie zwischen Kopitz und Johnsdorf möglich.
Am 9. Mai 1945 fiel Brüx wieder an die Tschechoslowakei und ein großer Teil der deutschböhmischen Bewohner der Stadt wurde bis 1946 des Landes verwiesen. Es galten fortan nur noch die tschechischen Namen.
Am 29. September 1945 ging die weiter westlich neu trassierte, über zwei Kilometer lange Neubaustrecke zwischen dem Brüxer Wasserwerk (Vodarna) und der Haltestelle Ziegelei (Cihelna) in Betrieb. Das zerstörte Hydrierwerk wurde unter tschechoslowakischer Verwaltung rasch wieder aufgebaut. Der Berufsverkehr zu den nunmehrigen Stalin-Werken (Stalinovy zavody) wurde ab 1946 teilweise durch eine neu aufgebaute Oberleitungsbus-Linie zwischen Most und Horní Litvínov übernommen, deren Bau bereits 1943 begonnen worden war.
Nach dem Februarumsturz von 1948 wurde die privatrechtlich als Aktiengesellschaft organisierte städtische Verkehrsgesellschaft aufgelöst und in Staatseigentum überführt.
Zwischen 1948 und 1952 wurden die Streckenabschnitte zwischen dem Bahnhof und dem Abzweig am Gymnasium in Most zweigleisig ausgebaut. Als letzte Netzerweiterung wurde 1949 die Strecke vom Gymnasium zur Siedlung Zdař Bůh in betrieb genommen.
Liniennetz 1949
| Linie | Verlauf                                                        |
| ----- | -------------------------------------------------------------- |
| 1     | Most Spořitelna – Minerva – Horní Litvínov – Janov             |
| 2     | Most Nádraží – Most Spořitelna – Gymnázium – Čepirožská výšina |
| 3     | Most Nádraží – Most Spořitelna – Gymnázium – osada Zdař Bůh    |
| 4     | Most Spořitelna – Minerva – Chemické závody                    |
| 5     | Most Spořitelna – Důl Julius III                               |

### Niedergang und Stilllegung
Ab 1951 gab es konkrete Planungen zum Aufbau eines modernen, regelspurigen Schnellstraßenbahnnetzes, das die alte schmalspurige Straßenbahn ersetzen sollte. Der Betrieb der meterspurigen Straßenbahn wurde daraufhin nach und nach eingestellt. Während noch am 17. Juni 1955 die neue Wendeschleife Podžatecká auf der Strecke zum Krematorium in Betrieb ging, wurde kurz darauf der Straßenbahnbetrieb zwischen Dolní Litvínov und Janov am 28. November 1955 eingestellt.

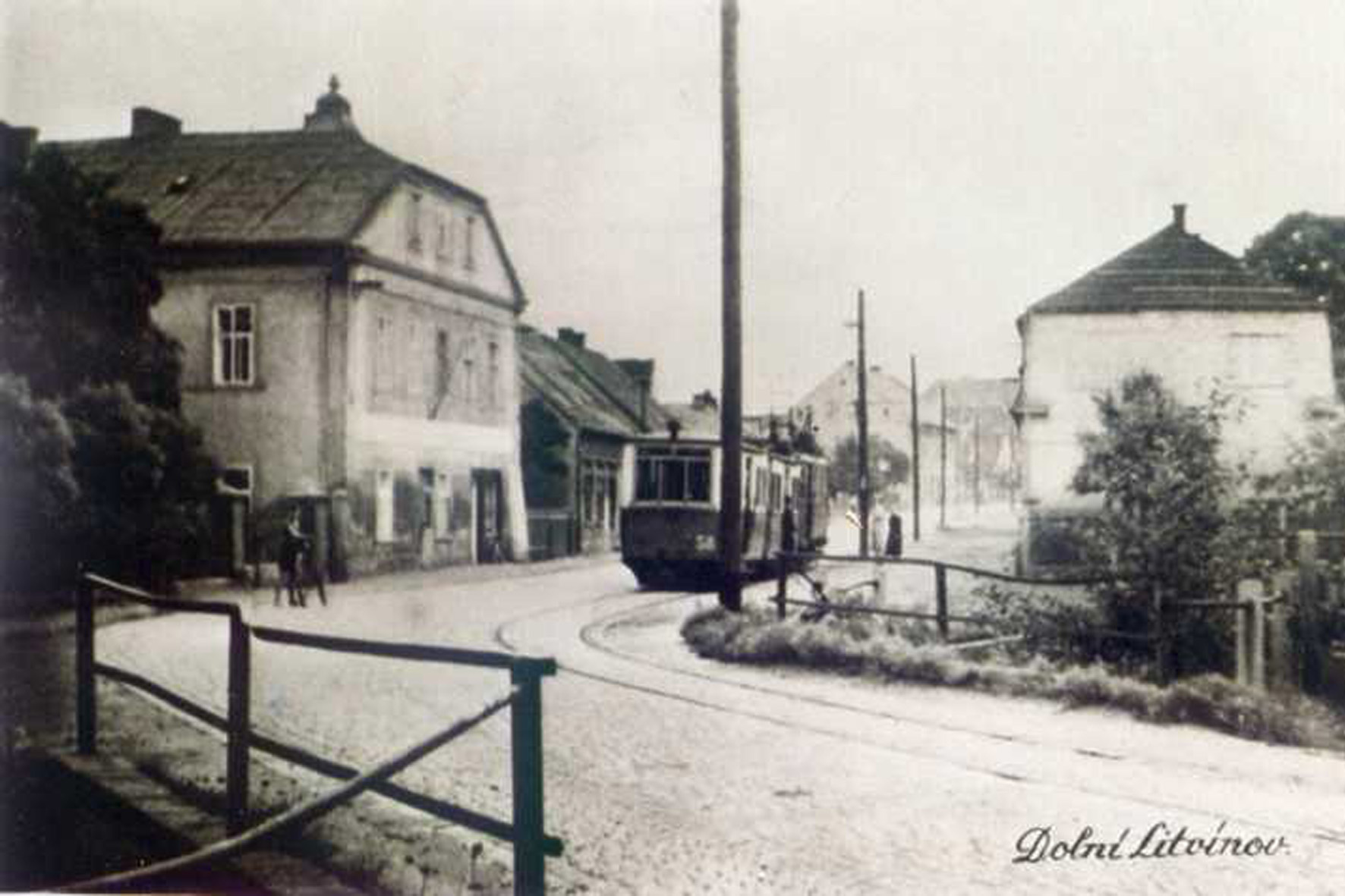
Straßenbahnzug in Dolní Litvínov (1950er Jahre)

Der erste Abschnitt der neuen Schnellstraßenbahn wurde am 1. April 1957 zwischen den Chemischen Werken und Litvínov eröffnet. Der Betrieb der Schmalspurstrecke zwischen der Haltestelle Minerva und Dolní Litvínov endete daraufhin am 29. September 1957. Mit dem weiteren Ausbau der Schnellstraßenbahn wurde die alte meterspurige Straßenbahn stufenweise weiter außer Betrieb gesetzt. Am 1. August 1958 endete der Straßenbahnbetrieb zwischen Julius III- und Minervaschacht und am 23. April 1959 auch zwischen Jan-Hus-Schacht und Julius III. Nur eine Woche später, ab 2. Mai 1959, wendeten die Züge der Linie 1 bereits an der Haltestelle Vodarna (Wasserwerk).
Ein schwerer Unfall führte am 1. November 1960 zur Einstellung der Linie 3. Bei einem von der Siedlung Zdař Bůh zum Bahnhof talwärts fahrenden Wagen versagten die Bremsen. Im Gleisbogen an der Haltestelle U gymnazia entgleiste der mit überhöhter Geschwindigkeit laufende Wagen und prallte seitlich gegen einen Mast der Straßenbeleuchtung. Als die Fahrgäste den verunfallten Wagen verließen, brach der beschädigte Mast und der Wagen kippte um. Fünf Menschen starben unter dem auf der Seite liegenden Wagen.
Am 24. März 1961 endete der schmalspurige Straßenbahnbetrieb endgültig. Gleise und Anlagen wurden abgebaut. Die verbliebenen Fahrzeuge wurden an andere Betriebe abgegeben oder verschrottet.
Heute sind von der alten meterspurigen Straßenbahn zwischen Most, Litvínov und Janov kaum noch Relikte erhalten. Das Bahngebiet zwischen Most und Litvínov wurde vom Bergbau in Anspruch genommen und bis Anfang der 1980er Jahre vollständig überformt. Anstelle der Brüxer Altstadt mit ihren historisch wertvollen Bauten erstreckt sich heute ein künstlicher See in einem Bergbaurestloch. In der Stadt Litvínov wurden infolge der „sozialistischen Umgestaltung“ ganze Stadtviertel abgerissen. In der veränderten Stadtstruktur ist der Verlauf der alten Strecke kaum noch nachvollziehbar. Lediglich in Chudeřín und Janov existieren noch einige Fahrleitungsmasten, die für die Straßenbeleuchtung nachgenutzt werden. Museal sind  keine Fahrzeuge erhalten.

## Fahrzeuge
Zur Erstausstattung gehörten acht Motor- und sieben Beiwagen. Hersteller war die Waggonfabrik Graz, die elektrische Ausrüstung stammte von der AEG. Zwei identische Triebwagen wurden 1903 nachgeliefert. Weitere sieben Triebwagen ähnlicher Dimension lieferte im Jahr 1915 Ringhoffer in Smíchov. Auch hier stammte die elektrische Ausrüstung von der AEG.
Im Jahr 1921 übernahm die Brüxer Straßenbahn je zwei gebrauchte Trieb- und Beiwagen von der stillgelegten Straßenbahn Zittau.
Infolge des Reichsleistungsgesetzes kamen ab 1939 verschiedene gebrauchte Wagen von anderen deutschen Straßenbahnbetrieben nach Brüx, die zum Teil nur für kurze Zeit eingesetzt wurden.
Nach dem Zweiten Weltkrieg wurde der Fahrzeugpark zunächst 1950 um sieben gebrauchte Triebwagen von der damals eingestellten Straßenbahn České Budějovice ergänzt. 1952 folgten zehn neue zweiachsige Triebwagen des Typs Tatra 6MT, die von der Waggonfabrik Česká Lípa geliefert wurden. Weitere Wagen dieses Typs wurden noch kurz vor der Betriebseinstellung von der stillgelegten Straßenbahn Teplice übernommen.